# Коридор
Коридо́р (фр. corridor, заст. італ. corridore, досл. «місце для бігу»), інколи калідо́р (біл. калідор, поширене у північній частині України) — вузький видовжений прохід у середині будинку, який з'єднує окремі його кімнати, приміщення тощо.
Коридори, поряд з кімнатами, які вони з'єднують, і сходами, що слугують для переходу між поверхами, є основними елементами, з яких складається внутрішнє планування будівлі.
Для того, щоб з'явилася необхідність в коридорі, повинна вже скластися складна структура архітектурної споруди з поділом на кімнати. Наявність в житлі коридора — досить пізня архітектурна традиція: так, коридори (або ж інша буферна зона між вулицею і кімнатами, така, як передпокій або сіни) поширені в традиційних оселях українців і росіян, але відсутні в народів Кавказу.

## У житлових приміщеннях
У найпоширенішому плануванні квартир російських прибуткових будинків XIX століття, що стали в той час основним видом міського житла, коридор пов'язував всі житлові та нежитлові кімнати, хоча потрапити з передпокою в кабінет або вітальню (за якою анфіладою і розташовувалися житлові кімнати) можна було і безпосередньо.
Коридори, куди виходять двері номерів, стають основним плануванням готелів. Згідно зі словником Даля з коридорами готелів була пов'язана посада коридорного — служителя, що спостерігав за номерами.

## Галереї і пасажі
Якщо спочатку функція коридору була суто утилітарною: захист від холоду, злодіїв і нападу ворогів, то з розвитком міської інфраструктури його функції починають змінюватися. Наприклад, в багатих давньоримських віллах з'являється новий тип коридору — освітлені з обох боків галереї — криптопортики.
У міських будинках тісних середньовічних міст місця для коридору, як правило, не залишалося, і більшість кімнат в них були прохідними.
У палаццо епохи Відродження безліч кімнат будувалося навколо внутрішнього дворика, а роль коридору грали повернені до цього двору відкриті галереї. Важливим нововведенням у міському будівництві був коридор Вазарі, що з'єднує Палаццо Веккіо з Палаццо Пітті побудований на замовлення родини Медічі з метою забезпечення безпеки правителів Флоренції.
Такі галереї стають модними у Франції і в Англії, де в силу холоднішого клімату вони стали зручним місцем для прогулянок. Так, в 1595 році за наказом Генріха IV починають зводити галерею, що з'єднує Лувр з палацом Тюїльрі. У заміських французьких палацах зовнішню стіну починають прорізати великими, розміром майже до підлоги, вікнами, а в англійських над подібною галереєю на першому поверсі стали будувати другий поверх галереї.
У Франції, де традиція критих для зручності торгівлі вуличках виникла ще в Середньовіччі, після Великої Французької революції на конфіскованих у приватних власників і церков вузьких міських ділянках почали облаштовувати торгові пасажі.